# Lang Ping
Dans ce nom chinois, le nom de famille, Lang, précède le nom personnel.
Lang Ping (chinois : 郎平 ; pinyin : Láng Píng), née le 10 décembre 1960 à Pékin, est une ancienne joueuse de volley-ball chinoise, désormais entraîneuse.

## Palmarès joueuse
- Jeux olympiques (1)
  - Vainqueur : 1984
- Championnat du monde (1)
  - Vainqueur : 1982
- Coupe du monde (2)
  - Vainqueur : 1981, 1985
- Championnat d'Asie et d'Océanie
  - Vainqueur : 1979

## Clubs (entraîneur)
| Club                     | Pays       | De        | À         |
| ------------------------ | ---------- | --------- | --------- |
| Modène                   | Italie     | 1989-1990 | 1989-1990 |
| Chine                    | Chine      | 1990-1991 | 1990-1991 |
| University of New Mexico | États-Unis | 1991-1992 | 1994-1995 |
| Chine                    | Chine      | 1995-1996 | 1998-1999 |
| Modène                   | Italie     | 1999-2000 | 2001-2002 |
| Asystel Novara           | Italie     | 2002-2003 | 2003-2004 |
| Monte Schiavo Jesi       | Italie     | 2004-2005 | 2004-2005 |
| États-Unis               | États-Unis | 2005-2006 | 2007-2008 |
| Türk Telekom Ankara      | Turquie    | 2008-2009 | …         |

## Palmarès entraîneur
- Jeux olympiques 
  - Finaliste : 1996, 2008
- Championnat du monde 
  - Finaliste : 1990, 1998
- Ligue des champions (2)
  - Vainqueur : 2001
- Coupe de la CEV
  - Vainqueur : 2002
- Championnat d'Italie (1)
  - Vainqueur : 2000
- Coupe d'Italie (3)
  - Vainqueur : 1990, 2002, 2004
- Supercoupe d'Italie (1)
  - Vainqueur : 2003